# NGC 3080
NGC 3080 је спирална галаксија у сазвежђу Лав која се налази на NGC листи објеката дубоког неба.
Деклинација објекта је + 13° 2' 39" а ректасцензија 9h 59m 55,9s. Привидна величина (магнитуда) објекта NGC 3080 износи 13,6 а фотографска магнитуда 14,5. NGC 3080 је још познат и под ознакама UGC 5372, MCG 2-26-15, MK 1243, CGCG 64-25, PGC 28910.